# Неукротимая Анжелика
«Неукроти́мая Анжели́ка» (фр. Indomptable Angélique) — французский приключенческий романтический художественный фильм, поставленный режиссёром Бернаром Бордери по мотивам одноимённого романа, четвёртой части многотомной саги о приключениях Анжелики, написанной Анн и Серж Голон.

## Сюжет
Анжелика, маркиза дю Плесси-Бельер, узнав, что её первый муж — Жоффрей де Пейрак — жив, нарушает приказ короля и уезжает из Парижа на поиски де Пейрака, которого в последний раз видели на острове Лангустье. Вместе с ней отправляется учёный Савари.
По прибытии оказывается, что остров пуст. Анжелика и Савари обыскивают весь остров, но находят только прокажённого юношу, который наотрез отказывается выдать местоположение де Пейрака, так как граф помог остановить развитие болезни, и юноша связан клятвой верности.
Савари уговаривает Анжелику закончить поиски графа и вернуться в Париж, но она отвергает подобное предложение, заявляя, что лучше умереть, чем стать любовницей Людовика XIV и отказаться от Жоффрея. Вместо этого она решает направиться в Марсель и зафрахтовать там шхуну, чтобы вести поиск мужа самостоятельно.
На следующее утро герцог де Вивон, адмирал королевского флота, бросает якорь на острове Лангустье. Обнаружив там беглую маркизу дю Плесси-Бельер, он намерен отправить её в Марсель. Однако после того, как Анжелика намекает ему, что ей известно, что его сестра, фаворитка короля, мадам де Монтеспан, посещает чёрную мессу, герцог соглашается выполнить просьбу маркизы. Де Вивон допытывается правды у прокаженного, но тот, не желая выдавать де Пейрака, бросается с обрыва вниз.
Галера де Вивона вместе с Анжеликой и Савари отплывает с острова. Зайдя в ближайший порт, маркиза узнает, что французских кораблей там не было на протяжении последних двух месяцев. Савари предполагает, что граф может прятаться на острове Сардиния, и Анжелика уговаривает де Вивона изменить курс плавания. Тем же вечером герцог пытается добиться расположения маркизы, но, получив отказ, в ярости принимает решение высадить её в первом же порту на Корсике. По пути им попадается шебека Рескатора, известного как опасного вольнодумца, освободителя рабов и противника короля Франции. Де Вивон пускается в погоню, но попадается в засаду. Герцог предлагает Анжелике спасаться вплавь, а сам принимает неравный бой. В итоге королевская галера идет ко дну, а пленные подобраны берберскими кораблями.
Рескатор — это не кто иной, как Жоффрей де Пейрак. На борту своей шебеки он празднует очередную победу над королевским флотом, заявляя, что будет вести войну против абсолютной власти короля, потому, что он противник монархии, рабства, галер и каторжников.
Вечером граф спускается в подводном колоколе в грот, в котором размещается нечто вроде гарема. Одна из бывших рабынь, Эсмина, безумно влюбленная в де Пейрака, из ревности отбивает голову античной статуе, напоминающей Анжелику. Его соратники находят умирающего Савари, тот шепчет лишь одно имя: Анжелика. Жоффрей узнаёт, что Анжелика была на борту потопленной им королевской галеры.
Анжелику подбирает корабль христианина-отступника пирата женоненавистника д’Эскренвиля, который вымещает на Анжелике всю злобу на женский род, насилует её и отдаёт на растерзание матросам в нижний трюм. От ужасной участи её спасает помощник д’Эскренвиля, который уговаривает капитана продать Анжелику на Крите. От перенесенных потрясений у маркизы начинается лихорадка.
Рескатор-де Пейрак, в поисках жены, поднимается на борт шхуны д’Эскренвиля, чтобы узнать, не подбирал ли тот его жену. Рескатор предлагает 50 тысяч цехинов за её освобождение и предупреждает, что если ей будет нанесен вред, то его месть будет беспощадна. Пираты отрицают, что им что-либо известно об Анжелике.
Пираты ломают волю Анжелики, поместив её в комнату с дикими кошками. Она разрешает продать себя на невольничьем рынке Крита. На острове она встречает рыцарей Мальтийского Ордена и умоляет их купить её. Рыцари соглашаются.
Слава о необычайной красоте Анжелики и ореол фаворитки короля Франции порождают большой ажиотаж. На аукционе разгорается торг, цены взмывают до небывалых высот. В итоге Анжелику покупает неизвестный бербер за неслыханную цену в 200 тысяч цехинов (при весе цехина в 3,5 грамма это соответствует 700 кг золота). Взбешённый Меццо Морте, поставщик микенского султана, обвиняет д’Эскренвиля в нарушении обещания продать ему Анжелику.
Бербер привозит маркизу во дворец на берегу моря. Анжелика одиноко бродит по саду и вдруг слышит знакомые шаги де Пейрака. Они бросаются друг другу в объятия.
Де Пейрак терзается мыслью, что Анжелика стала любовницей короля Франции, хотя и оправдывает её, так как она считала, что он погиб. Анжелика с гневом опровергает его обвинения и умоляет его поверить ей, но это не убеждает графа. Она в отчаянии восклицает, что ему не надо было её покупать, и что ей лучше было бы умереть рабыней, но с мыслью, что он её любит. Супруги ссорятся, и Жоффрей отправляется на свою шебеку, которую он поистине считает своим другом, никогда его не подводившим.
Поверив словам Анжелики, де Пейрак возвращается на остров. Неизвестные поджигают его корабль. Но он осознаёт, что любимая намного важнее корабля, и бросается к ней в объятья. Анжелика отпускает Жоффрея, чтобы тот потушил пожар. Воспользовавшись этим, люди д’Эскренвиля похищают Анжелику. Негодяй уверен, что пока де Пейрак потушит пожар на своей шебеке, они уже будут далеко в море и снова продадут Анжелику.

## В ролях
| Актёр            | Роль                      |
| ---------------- | ------------------------- |
| Мишель Мерсье    | Анжелика Сансе де Монтелу |
| Робер Оссейн     | Жоффрей де Пейрак         |
| Роже Пиго        | маркиз д’Эскренвиль       |
| Бруно Дитрих     | Кориано                   |
| Кристиан Роде    | герцог де Вивонн          |
| Паскуале Мартино | Савари                    |
| Этторе Манни     | Язон                      |
| Артуро Доминичи  | Меццо-Морте               |
| Сигхардт Рупп    | Миллеран                  |
| Самиа Сали       | Эсмина                    |
| Польдо Бенданди  | покупатель Анжелики       |
| Жак Тожа         | закадровый голос диктора  |

## Съёмочная группа
- Режиссёр: Бернар Бордери;
- Продюсеры: Франсис Кон, Франсуа Шавен;
- Сценаристы: Бернар Бордери, Франсис Кон, Паскаль Жарден, Луи Аготэ;
- Композитор: Мишель Мань;
- Оператор: Анри Персен;
- Художник по костюмам: Розин Деламар;
- Художник по декорациям: Рене Мулаэр.

## Производство
Фильм был снят почти полностью в Италии, в основном на Сардинии.
Сцены на рынке рабов сняты в городе Сиди-Бу-Саид (Тунис).

## Премьеры
Премьера фильма во Франции состоялась 27 октября 1967 года, в ФРГ — 15 декабря, в Турции — в январе 1968 года, в Финляндии — 3 мая, в Дании — 9 мая.